# Pichisermollia tibetana
Pichisermollia tibetana là một loài thực vật có mạch trong họ Polypodiaceae. Loài này được (Ching & S.K. Wu) Fraser-Jenk. mô tả khoa học đầu tiên năm 2008.